# 周前
周前（1926年—2024年3月16日），女，上海人，中国核医学家，曾任北京协和医院教授、博士生导师。

## 家庭
丈夫王世真。